# カルピネート・シネッロ
カルピネート・シネッロ（イタリア語: Carpineto Sinello）は、イタリア共和国アブルッツォ州キエーティ県にある、人口約600人の基礎自治体（コムーネ）。

## 地理

### 位置・広がり

#### 隣接コムーネ
隣接するコムーネは以下の通り。
- アテッサ
- カルンキオ
- カザラングイダ
- ジッシ
- グイルミ
- リーシャ
- ロッカスピナルヴェーティ
- サン・ブオーノ
- トルナレッチョ